# Race Across the World
Race Across the World es un programa de competición de televisión británica, en el que equipos de dos compiten por una zona del mundo para convertirse en los más rápidos en llegar a un destino utilizando cualquier medio de transporte que no sea el aéreo.  El programa se transmitió en BBC Two durante las dos primeras series, pero debido a una audiencia mejor de lo esperado, se trasladó a BBC One para la tercera serie. Ha sido narrado por John Hannah desde su primera emisión en 2019. 
La primera serie, que consta de seis episodios, se emitió del 3 de marzo al 7 de abril de 2019. El 9 de julio de 2019, BBC confirmó que se habían encargado una segunda y una tercera serie.  La segunda serie constaba de nueve episodios, y el episodio inaugural se emitió el 8 de marzo de 2020.  En septiembre de 2022, BBC anunció la tercera serie, que se desarrolló íntegramente en Canadá y se trasladó a BBC One.  
En un anuncio del 3 de octubre de 2019, se reveló que se estaba preparando una serie derivada de celebridades,  pero la producción se retrasó posteriormente debido a la pandemia de COVID-19.  El programa y la ruta de la edición de celebridades se confirmaron en un comunicado de prensa de BBC el 27 de julio de 2023. 

## Formato
El programa sigue a parejas de competidores que compiten alrededor del mundo para ser los primeros en llegar al destino final. En la primera serie, la carrera partía de Londres y terminaba en Singapur. A los competidores no se les permite volar, pero cada uno recibe una cantidad de dinero equivalente al precio de un billete de avión de ida al destino final, que pueden utilizar para viajar por tierra o por mar. Los fondos se pueden utilizar para cubrir el costo de cualquier viaje, incluyendo la comida y el alojamiento, pero los equipos también pueden trabajar para ganar más dinero a lo largo del camino. A los competidores no se les permite usar dispositivos electrónicos móviles ni tarjetas de crédito al inicio de la carrera, pero se les entrega un mapa mundial, un dispositivo GPS para seguir su progreso y garantizar su seguridad, así como para encontrar los puntos de control, y una guía de viaje con anuncios de trabajos locales, además del dinero. En cada episodio, los equipos reciben un punto de control que deben alcanzar. Un equipo puede ser eliminado si llega en último lugar a un punto de control predeterminado. En cada punto de control, los corredores tienen un descanso de 36 horas. El primer equipo en llegar al destino final recibe un premio en efectivo de $20 000 libras esterlinas. 

## Producción
Antes de la carrera, dos productores asistentes realizaron un viaje de investigación de reconocimiento para evaluar la viabilidad de dicho viaje dentro de las limitaciones presupuestarias. Todos los posibles viajes en autobús y en tren fueron evaluados previamente. Se solicitaron visas para los países a lo largo de todas las rutas posibles antes de la carrera, así como las vacunas necesarias para ingresar a estos países. 
Durante la carrera, cada equipo estuvo acompañado por dos miembros del equipo de filmación. Sin embargo, todas las decisiones fueron tomadas exclusivamente por los corredores, ya que la tripulación no podía interferir en sus elecciones. Un director de fotografía siguió a los equipos para capturar imágenes de locaciones adicionales. Para garantizar la seguridad de los corredores, se contó con la presencia de reparadores locales y asesores de seguridad que vigilaban a los corredores desde la distancia. En algunos países, un vehículo de apoyo médico seguía a los equipos, manteniendo una distancia de una hora.  
El programa fue encargado por David Brindley y Michael Jochnowitz para BBC Two. 

## Resumen de la serie
| Series | Episodios | Canales | Comienzo de la serie | Final de la serie   | Comienzo                     | Final                                       | Ganadores       | Espectadores promedio del Reino Unido (millones) |
| ------ | --------- | ------- | -------------------- | ------------------- | ---------------------------- | ------------------------------------------- | --------------- | ------------------------------------------------ |
| 1      | 6         | BBC Two | 3 de marzo de 2019   | 7 de abril de 2019  | Londres Reino Unido          | Marina Bay Singapur                         | Elaine & Tony   | 2.59                                             |
| 2      | 9         | BBC Two | 8 de marzo de 2020   | 26 de abril de 2020 | Ciudad de México             | Ushuaia, Argentina                          | Emon & Jamiul   | 3.76                                             |
| 3      | 9         | BBC One | 22 de marzo de 2023  | 10 de mayo de 2023  | Vancouver Columbia Británica | San Juan de Terranova, Terranova y Labrador | Tricia & Cathie | 4.59                                             |
| 4      | 9         | BBC One | 10 de abril de 2024  | 5 de junio de 2024  | Sapporo Japón                | Lombok Indonesia                            | TBA             | TBA                                              |

### Serie 1 (2019)
La primera serie de Race Across the World, que consta de seis episodios, se emitió por primera vez en BBC Two del 3 de marzo al 7 de abril de 2019.  Cinco parejas de corredores viajaron desde el Old Royal Naval College de Greenwich, Londres, y terminaron en el hotel Marina Bay Sands de Singapur. El itinerario de la carrera abarcó países de Europa y Asia con puntos de control en Grecia, Azerbaiyán, Uzbekistán, China y Camboya. En la primera serie, los concursantes recibieron cada uno $1.329 libras esterlinas por toda la carrera, un viaje de 12.000 millas que se completó en 50 días.
La primera serie contó con cinco parejas de competidores al inicio de la carrera: Natalie y Shameema, Jinda y Bindu, Darron y Alex, Josh y Felix, y Sue y Clare.  Jinda y Bindu se retiraron debido a una enfermedad familiar en el primer episodio y fueron reemplazados por Tony y Elaine, mientras que Sue y Clare fueron eliminadas en el segundo episodio. Los ganadores fueron Tony y Elaine. 

### Serie 2 (2020)
Una segunda serie comenzó a transmitirse el 8 de marzo de 2020 con cinco equipos partiendo del Castillo de Chapultepec en la Ciudad de México en una carrera hacia la ciudad más austral del mundo, Ushuaia en Argentina, cubriendo una distancia de 25.000. km en 2 meses, pasando por 7 puntos de control en Honduras, Panamá, Colombia, Perú, Brasil y Argentina.  Cada equipo recibió 1.453 libras esterlinas por todo el viaje, lo que equivale aproximadamente a 26 libras esterlinas por día.  El rodaje comenzó en septiembre de 2019.
En esta serie, la regla de exclusión aérea se abandonó debido a los disturbios civiles en Ecuador que hicieron que los viajes por tierra a través del país fueran inseguros: todos los equipos volaron desde Colombia a Perú para continuar la carrera. Los 5 equipos de corredores eran Dom y Lizzie, Jo y Sam, Jen y Rob, Shuntelle y Michael, y Emon y Jamiul. Nadie fue eliminado en esta serie, pero dos equipos decidieron retirarse; Shuntelle y Michael se marcharon después de perder la mitad de su dinero en la etapa 2 de la carrera,  mientras que Jo y Sam se retiraron después de quedarse sin dinero en la etapa 7.  Los ganadores fueron Emon y Jamiul, quienes vencieron a Jen y Rob hasta el punto de control final por segundos. 
El número de episodios aumentó de seis a nueve en esta serie; ocho episodios sobre la carrera seguidos de un especial de reunión. 

### Serie 3 (2023)
El 28 de septiembre de 2022, la BBC anunció que una tercera serie de Race Across the World entraría en producción a finale de año, que se desarrollará íntegramente en Canadá con una ruta desde Vancouver, Columbia Británica hasta St. John's, Terranova y Labrador. El programa también pasará de BBC Two a BBC One.   
En un comunicado de prensa posterior del 15 de marzo de 2023, BBC reveló las cinco parejas de competidores: Cathie y Tricia, Claudia y Kevin, Ladi y Monique, Marc y Michael, y Mobeen y Zainib.  En un paso de su transmisión anterior del domingo por la noche a un horario entre semana, la fecha de emisión del primer episodio de la tercera serie se confirmó como el 22 de marzo de 2023. Una vez más, la serie consta de nueve episodios: ocho episodios sobre la carrera seguidos de un especial de reencuentro. 

### Serie 4 (2024)
La cuarta serie de Race Across the World, con cinco equipos compitiendo desde Japón hasta Indonesia, se transmitirá el 10 de abril de 2024. Los equipos son madre e hija, Brydie y Sharon, además de Eugenie e Isabel; dos amigos, Alfie y Owen; marido y mujer, Stephen y Viv; y hermano y hermana, Betty y James. 

## Recepción
Race Across the World ha recibido críticas generalmente positivas combinadas con algunas críticas negativas. Michael Hogan de The Telegraph encontró la primera serie «diabólicamente adictiva» y pensó que «reafirmaba la fe en la naturaleza humana», donde las amistades «se forman a través de divisiones culturales», y la serie termina con un acto de bondad que fue «apto» y «conmovedor».  Jeff Robson, del periódico i, consideró la serie como «defectuosa pero atractiva», y que, aunque el programa carecía de los «desafíos de algunos relatos de viajes extremos, ni de la sensación de peligro, logró recrear la combinación de momentos destacados inesperados, alma- destruyendo mínimos y decisiones presupuestarias cruciales que caracterizaban los viajes de la vieja escuela».  Carol Midgley de The Times consideró que el desafío de las carreras era «bastante difícil» y «dramático». 
En la segunda serie, Joel Golby de The Guardian la consideró «una pieza de televisión asombrosa» que «captura todos los altibajos vibrantes y agotadores de los viajes en todo su esplendor crudo», y que lo hizo «preocuparse genuinamente por cómo ésta termina y el impacto que tendrá en la vida de quienes lo vivieron».  Anita Singh de The Telegraph pensó que «el casting es uno de los puntos fuertes de la serie» y «no puede evitar sentir simpatía por estos corredores locos»,  sin embargo, Chris Moss del mismo periódico fue más negativo; descubrió que los obstáculos que enfrentaban los concursantes eran «en gran parte ficticios» y la tensión «fabricada», y pensó que el programa utilizaba el «tropo del viejo idiota en el extranjero», y a los espectadores se les «pedía que no se maravillaran con lugares lejanos sino que se involucraran con los Participantes».  Igual de negativo fue Barry Didcock de The Herald, quien consideró la premisa del programa de viajar sin volar como «un ejercicio frívolo» y de gusto cuestionable, ya que el presupuesto de los corredores excedería el de un refugiado en la frontera entre México y Guatemala.  Por el contrario, Shaun Kitchener escribió en Metro que el programa «es la luz sincera que todos necesitamos en estos tiempos oscuros», tal como se transmitió durante la pandemia de COVID-19. Señaló que con la «combinación magistral de escapismo (¡el paisaje!), calidez (¡los concursantes!), drama (¡el conflicto!) y adrenalina (¡la carrera real!), Race Across the World es una pieza de televisión misericordiosa para mantener distraernos brevemente durante las próximas semanas». 

## Celebridades deRace Across the World
El 27 de julio de 2023, BBC anunció que la edición retrasada de celebridades de Race Across the World se emitiría ese mismo año y reveló una ruta que abarcaría 24 países y más de 10 kilómetros (6,2 mi) comenzando en Marrakech, Marruecos y terminando en Tromsø, Noruega. 
En el mismo comunicado de prensa la BBC anunció que esta serie constaría de 6 episodios y reveló las cuatro parejas de competidores: el presentador del tiempo Alex Beresford y su padre, Noel; la ex cantante de All Saints Melanie Blatt y su madre, Helene; El baterista de McFly, Harry Judd, y su madre, Emma, y el expiloto británico de F4, Billy Monger, y su hermana, Bonny.

## Premios y nominaciones
La primera serie de Race Across the World ganó el premio BAFTA TV 2020 en la categoría Mejor Reality y Factual Construido.  La segunda serie también estuvo nominada.

## Transmisión internacional
El programa se emitió en Australia en Nine Network en diciembre de 2019.  En los Estados Unidos, la serie estuvo disponible en Discovery+ en el momento de su lanzamiento en enero de 2021. 
En Hong Kong, la primera serie se emitió en RTHK TV 31 como Race to Singapore a partir del 6 de abril de 2020,  mientras que la segunda serie, se emitió a partir del 5 de octubre de 2020 dentro de la hora Let's Explore con el subtítulo traducido como Carrera a América del Sur. 

## Versiones internacionales

### Versión danesa
La emisora TV 2 danesa produjo la primera adaptación internacional llamada Først til verdens ende (traducción: "Primero al fin del mundo") en otoño de 2019 con una ruta entre Odense y Singapur. La serie comenzó a transmitirse el 31 de marzo de 2020. 
En abril de 2021, TV2 y la productora Strong comenzaron el casting para una segunda temporada con un período de rodaje previsto desde el 10 de octubre hasta finales de noviembre de 2021.  La temporada se estrenó el 11 de abril de 2022  y vio a los concursantes viajar en círculo por Europa para regresar a Dinamarca. Durante la producción, dos participantes dieron positivo por COVID-19, lo que provocó que la competencia se detuviera durante 11 días y los participantes fueran transportados al siguiente punto de control, antes de continuar. 
El 23 de mayo de 2022 se anunció una tercera temporada y el casting comenzaría el mismo día.  La temporada se estrenó el 11 de marzo de 2023 y muestra a los concursantes viajando desde la ciudad de Nueva York en EE. UU. hasta Buenos Aires en Argentina. 

### Versión finlandesa
En noviembre de 2023, se anunció que la cadena finlandesa MTV3 transmitiría su versión local llamada Race Across the World Suomi en la primavera de 2024 presentada por Ernest Lawson. La carrera comenzó en Marruecos, norte de África y vio a los concursantes viajar por Europa y terminar en Finlandia.  

### Otras versiones
En agosto de 2021, se reveló que la alemana RTL Zwei estaba preparando una adaptación del formato para el público alemán.  En marzo de 2024, se informó que Tower Productions comenzaría a filmar una serie de seis capítulos para ZDF en otoño. Está previsto que se emita en la primavera de 2025. 
Una versión holandesa del programa fue filmada en América Latina. Presentado por Martijn Krabbé, comenzó a emitirse el 15 de marzo de 2023. 